# Tendra zostericola
Tendra zostericola is een mosdiertjessoort uit de familie van de Tendridae. De wetenschappelijke naam van de soort is voor het eerst geldig gepubliceerd in 1839 door Alexander von Nordmann.